# Gail Devers
Yolanda Gail L. (Gail) Devers-Roberts (Seattle, 19 november 1966) is een voormalige Amerikaanse atlete. Ze was gespecialiseerd in de sprint en het hordelopen. Bij de Olympische Spelen heeft ze drie keer een gouden medaille gewonnen. Zij is sinds 1993 Noord- en Midden-Amerikaans indoorrecordhoudster op de 60 m. Ook stond sinds 2000 het Noord- en Midden-Amerikaanse record op de 100 m horden op haar naam, totdat dit haar in 2013 afhandig werd gemaakt door landgenote Brianna Rollins. Bovendien had zij in 2003 een dergelijk record gevestigd op de 60 m horden, maar dat was haar al eerder afgepakt door Lolo Jones op de WK indoor van 2010 in Doha.

## Biografie

### Tegenslag door ziekte van Graves
Devers groeide op in National City en studeerde daar af aan de Sweetwater High School. Ze was een jong talent op de 100 m en de 100 m horden. Toen Devers aan het trainen was voor de Olympische Spelen 1988, begon ze te sukkelen met gezondheidsproblemen, zoals onder andere migraine en zichtverlies. Ze kwalificeerde zich voor de Spelen op de 100 m horden, waar ze tot de halve finales doordrong. Maar haar gezondheid verhinderde haar om verder te gaan.
 In 1990 werd bij Devers de Ziekte van Graves vastgesteld. Toen ze in twee weken tijd twintig pond was aangekomen, ze het licht uit haar ogen dreigde te verliezen en het ernaar uitzag dat een voet moest worden geamputeerd, onderging ze een zware bestralingstherapie, waaraan ze ernstige brandwonden overhield.
Daarna herstelde Devers verbazingwekkend snel en trainde zichzelf terug. Op de wereldkampioenschappen van 1991 won ze een zilveren medaille op de 100 m horden.

### Winst en verlies op Olympische Spelen
Op de Olympische Spelen van 1992 was ze een echte ster. Ze kwalificeerde zich voor de finale van de 100 m. Die eindigde in een spannende finish, vijf vrouwen finishten dicht bij elkaar (0,06 s). De finishfoto toonde dat Devers de Jamaicaanse Juliet Cuthbert nipt verslagen had. In de finale van de 100 m horden leidde Devers de race. Ze leek naar een tweede gouden medaille te lopen, toen ze de laatste horde raakte en als vijfde over de finish viel. Ze moest Voula Patoulidou van Griekenland voor haar dulden als de verbaasde winnares.
In 1993 won Devers de wereldtitel op de 100 m; na - alweer - een fotofinish won ze voor Merlene Ottey. Ze behaalde ook de wereldtitel op de 100 m horden in 1995.

### Comeback na geboorte kind
Devers verliet de competitie in 2005 door de geboorte van haar kind. Ze kwam terug in 2006.
Op 2 februari 2007 versloeg Devers de olympisch kampioene van 2004, Joanna Hayes, door tijdens de Millrose Games de 60 m horden (indoor) te winnen in 7,86 s. Hiermee zette ze de beste wereldjaarprestatie neer, en bovendien was deze tijd ook 0,12 seconden sneller dan haar record van 2003. Later werd de beste wereldjaarprestatie overgenomen door de Zweedse Susanna Kallur.
In oktober 2007 werd Gail Devers voor de tweede maal moeder door te bevallen van een dochter. Haar oudste dochter, was inmiddels twee.
Gail Devers staat ook bekend vanwege haar lange nagels.

## Titels
- Olympisch kampioene 100 m - 1992, 1996
- Olympisch kampioene 4 x 100 m - 1996
- Wereldkampioene 100 m - 1993
- Wereldkampioene 100 m horden - 1993, 1995, 1999
- Wereldkampioene 4 x 100 m - 1997
- Wereldindoorkampioene 60 m - 1993, 1997, 2004
- Wereldindoorkampioene 60 m horden - 2003
- Pan-Amerikaans kampioene 100 m - 1987
- Pan-Amerikaans kampioene 4 x 100 m - 1987
- Amerikaans kampioene 100 m - 1993, 1994
- Amerikaans kampioene 100 m horden - 1991, 1992, 1995, 1996, 1999, 2000, 2001, 2002, 2003, 2004
- Amerikaans indoorkampioene 60 m - 1993, 1997, 1999, 2004
- Amerikaans indoorkampioene 60 m horden - 2003, 2004

## Persoonlijke records
Outdoor
| Onderdeel          | Prestatie       | Datum           | Plaats     |
| ------------------ | --------------- | --------------- | ---------- |
| 100 m              | 10,82 s         | 1 augustus 1992 | Barcelona  |
| 200 m              | 22,71 s         | 23 mei 1987     | Corvallis  |
| 400 m              | 52,66 s         | 4 juni 1987     |            |
| 800 m              | 2.11,07         | 1982            |            |
| 100 m horden       | 12,33 s (ex-AR) | 23 juli 2000    | Sacramento |
| 400 m horden       | 59,26 s         | 1985            |            |
| verspringen        | 6,77 m          | 16 april 1988   | Westwood   |
| hink-stap-springen | 12,97 m         | 1986            |            |

Indoor
| Onderdeel   | Prestatie      | Datum            | Plaats  |
| ----------- | -------------- | ---------------- | ------- |
| 50 m        | 6,02 s         | 21 februari 1999 | Liévin  |
| 60 m        | 6,95 s (ex-AR) | 12 maart 1993    | Toronto |
| 60 m horden | 7,74 s (ex-AR) | 1 maart 2003     | Boston  |

## Palmares
- Olympische Spelen
  -  1992 Barcelona 100 m 10,82
  -  1996 Atlanta 100 m 10,94
  -  1996 Atlanta 4 x 100 m

- Wereldkampioenschappen Outdoor
  -  1991 Tokio 100 m horden 12,63
  -  1993 Stuttgart 100 m horden 12,46
  -  1993 Stuttgart 100 m 10,82
  -  1993 4 x 100 m
  -  1995 Göteborg 100 m horden 12,68
  -  1997 4 x 100 m
  -  1999 Sevilla 100 m horden 12,37
  -  2001 Edmonton 100 m horden 12,54

- Wereldkampioenschappen Indoor
  -  1993 Toronto 60 m 6,95
  -  1997 Parijs 60 m 7,06
  -  1999 Maebashi 60 m 7,02
  -  2003 Birmingham 60 m horden 7,81
  -  2004 Boedapest 60 m 7,08
  -  2004 Boedapest 60 m horden 7,78

- Golden League
  - Winnares in 2000
  -  2000 Golden Gala 100 m horden 12,47
  -  2000 Bislett Games 100 m horden 12,56
  -  2000 Weltklasse Zürich 100 m horden 12,39
  -  2000 Herculis 100 m horden 12,54
  -  2000 Memorial Van Damme 100 m horden 12,53
  -  2001 Weltklasse Zürich 100 m horden 12,53
  -  2002 Bislett Games 100 m horden 12,53
  -  2002 Meeting Gaz de France 100 m horden 12,56
  -  2002 Golden Gala 100 m horden 12,51
  -  2002 Herculis 100 m horden 12,42
  -  2002 Weltklasse Zürich 100 m horden 12,73
  -  2002 Memorial Van Damme 100 m horden 12,49
  -  2002 ISTAF 100 m horden 12,65
  -  2003 Meeting Gaz de France 100 m horden 12,49
  -  2003 Weltklasse Zürich 100 m horden 12,50

1928: Betty Robinson ·
1932: Stanisława Walasiewicz ·
1936: Helen Stephens ·
1948: Fanny Blankers-Koen ·
1952: Marjorie Jackson ·
1956: Betty Cuthbert ·
1960: Wilma Rudolph ·
1964: Wyomia Tyus ·
1968: Wyomia Tyus ·
1972: Renate Stecher ·
1976: Annegret Richter ·
1980: Ljoedmila Kondratjeva ·
1984: Evelyn Ashford ·
1988: Florence Griffith-Joyner ·
1992: Gail Devers ·
1996: Gail Devers ·
2000: onbepaald ·
2004: Joelija Nestsjarenka ·
2008: Shelly-Ann Fraser-Pryce ·
2012: Shelly-Ann Fraser-Pryce ·
2016: Elaine Thompson ·
2020: Elaine Thompson-Herah ·
2024: Julien Alfred
1928: Rosenfeld, Smith, Bell, Cook ·
1932: Carew, Furtsch, Rogers, Von Bremen ·
1936: Bland, Rogers, Robinson, Stephens ·
1948: Stad-de Jong, Witziers-Timmer, van der Kade-Koudijs, Blankers-Koen ·
1952: Faggs, Jones, Moreau, Hardy ·
1956: Strickland, Croker, Mellor, Cuthbert ·
1960: Hudson, Williams, Jones, Rudolph ·
1964: Ciepły, Kirszenstein, Górecka, Kłobukowska ·
1968: Ferrell, Bailes, Netter, Tyus ·
1972: Krause, Mickler-Becker, Richter, Rosendahl ·
1976: Oelsner, Stecher, Bodendorf, Eckert ·
1980: Müller, Wöckel, Auerswald, Göhr ·
1984: Brown, Bolden, Cheeseborough, Ashford ·
1988: Brown, Echols, Griffith-Joyner, Ashford ·
1992: Ashford, Jones, Guidry, Torrence ·
1996: Devers, Miller, Gaines, Torrence ·
2000: Fynes, Sturrup, Davis, Ferguson ·
2004: Lawrence, Simpson, Bailey, Campbell ·
2008: Borlée, Mariën, Ouédraogo, Gevaert ·
2012: Madison, Felix, Knight, Jeter ·
2016: Madison, Felix, Gardner, Bowie ·
2020: Williams, Thompson-Herah, Fraser-Pryce, Jackson ·
2024: Jefferson, Terry, Thomas, Richardson
1983 Marlies Göhr ·
1987 Silke Gladisch ·
1991 Katrin Krabbe ·
1993 Gail Devers ·
1995 Gwen Torrence ·
1997 Marion Jones ·
1999 Marion Jones ·
2001 Zjanna Block ·
2003 Torri Edwards ·
2005 Lauryn Williams ·
2007 Veronica Campbell-Brown ·
2009 Shelly-Ann Fraser-Pryce ·
2011 Carmelita Jeter ·
2013 Shelly-Ann Fraser-Pryce ·
2015 Shelly-Ann Fraser-Pryce ·
2017 Tori Bowie ·
2019 Shelly-Ann Fraser-Pryce · 
2022 Shelly-Ann Fraser-Pryce · 
2023 Sha'Carri Richardson
1983: Bettine Jahn ·
1987: Ginka Zagorcheva ·
1991: Ludmila Narozhilenko ·
1993: Gail Devers ·
1995: Gail Devers ·
1997: Ludmila Engquist ·
1999: Gail Devers ·
2001: Anjanette Kirkland ·
2003: Perdita Felicien ·
2005: Michelle Perry ·
2007: Michelle Perry ·
2009: Brigitte Foster-Hylton ·
2011: Sally Pearson ·
2013: Brianna Rollins ·
2015: Danielle Williams ·
2017: Sally Pearson ·
2019: Nia Ali ·
2022: Tobi Amusan ·
2023: Danielle Williams
1983 Gladisch, Koch, Auerswald, Göhr · 
1987 Brown, Williams, Griffith-Joyner, Marshall · 
1991 Duhaney, Cuthbert, McDonald, Ottey · 
1993 Bogoslovskaja, Maltsjoegina, Voronova, Privalova · 
1995 Mondie-Milner, Guidry-White, Gaines, Torrence · 
1997 Gaines, Jones, Miller, Devers · 
1999 Fynes, Sturrup, Davis-Thompson, Ferguson · 
2001 Paschke, G. Rockmeier, B. Rockmeier, Wagner · 
2003 Girard, Hurtis-Houairi, Félix, Arron · 
2005 Daigle, Lee, Barber, Williams · 
2007 Williams, Felix, Barber, Edwards · 
2009 Facey, Fraser, Bailey, Stewart · 
2011 Knight, Felix, Myers, Jeter · 
2013 Russell, Stewart, Calvert, Fraser-Pryce · 
2015 Campbell-Brown, Morrison, Thompson, Fraser-Pryce · 
2017 Brown, Felix, Akinosun, Bowie · 
2019 Whyte, Fraser-Pryce, Smith, Jackson · 
2022 Jefferson, Steiner, Prandini, Terry · 
2023 Davis, Terry, Thomas, Richardson
- World Athletics: 14308955
- Library of Congress Control Number: n95108148
- Virtual International Authority File: 78034215
- WorldCat: E39PBJjT3fPdTQx7834yGkhGpP